# Banana Pi

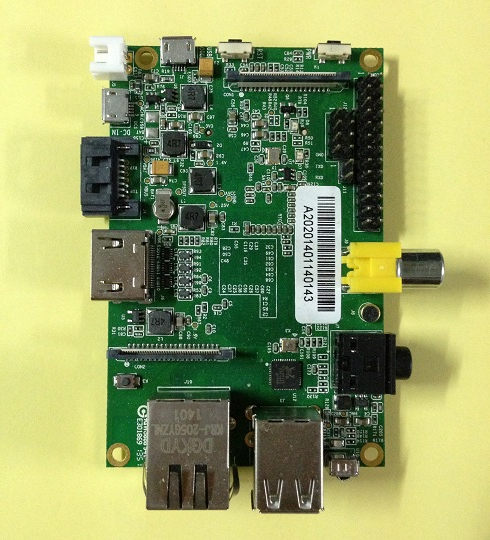
Banana Pi

Banana Pi ist ein Einplatinencomputer der chinesischen Bildungsinitiative Lemaker.org. Der Verkaufsstart war im März 2014. Als Betriebssystem können Android, Ubuntu, Arch Linux, Debian, FreeBSD, Raspbian u. a. eingesetzt werden. Sein Prozessor ist ein ARM Cortex-A7 mit zwei Kernen in einem Allwinner A20. In diesem Ein-Chip-System (SoC) sind die Prozessorkerne mit einem Mali-400-Grafikprozessor vereint.
Obwohl der Banana Pi durch seinen Namen, die Lage der Steckverbinder und die Größe dem Raspberry Pi ähnelt, gibt es keine Verbindungen zwischen Lemaker.org und der Raspberry Pi Foundation.
Auch der Banana Pi ist Open Source und kann als Plattform benutzt werden, um eigene Projekte zu verwirklichen.

## Funktionen
Die Stromversorgung wird von einem AXP209 verwaltet und kann den Banana Pi mit bis zu 1,6 A versorgen. Eine externe 2,5″-Festplatte kann ohne zusätzliche Stromzufuhr betrieben werden – dann sollte ein Netzteil mit mindestens 2,5 A verwendet werden.
Wie das Cubieboard2 setzt auch der Banana Pi auf den Allwinner A20 als SoC. Der Linux-Kernel des Cubieboards kann auf dem Banana Pi mit einigen Modifikationen benutzt werden.
Der Banana Pi hat einige Ein- und Ausgänge mehr als der Raspberry Pi: einen SATA-Anschluss, einen Mikrofon-Eingang und einen Infrarot-Empfänger.

## Geschichte
Im Oktober 2014 wurde eine erweiterte Version – der Banana Pro – vorgestellt. Er hat einen Micro-SD-Kartenslot statt des SD-Kartenslots, einen GPIO-Steckverbinder mit 40 statt 26 Polen und ein integriertes WLAN-Modul. Während der Banana Pi auf eine Kompatibilität mit den Raspberry-Pi-Modellen A und B setzt, orientiert sich der Banana Pro mit seinem 40-poligen GPIO-Steckverbinder an den Raspberry-Pi-Modellen A+ und B+.
Ebenfalls im Oktober 2014 wurde der BPi-R1 (Banana Pi Router) vorgestellt. Er verfügt zusätzlich über einen integrierten 4-Port-Netzwerk-Switch und die Möglichkeit, direkt auf ihm eine 2,5″-SATA-Festplatte zu montieren.
2015 ist der Banana Pi M2 basierend auf einem A31s-Quadcore-SOC erschienen. Dieser bietet 4 USB-Ports, verzichtet dafür jedoch auf den SATA-Anschluss.
2016 wurde der auf einem H3-Quadcore-SOC basierende Banana Pi M2+ veröffentlicht. Dieser bietet 2 USB-Ports, verzichtet dafür jedoch auf den SATA-Anschluss.
LeMaker ist laut eigenen Angaben der „offizielle“ Hersteller des Banana Pi M1 und des Banana Pro. Sinovoip ist der Hersteller des Banana Pi M2 und des BPi-R1. Es ist für viele Nutzer sehr verwirrend, wer nun wirklich der „richtige“ bzw. „echte“ Hersteller ist, da es ebenfalls einen Banana Pi M1 von Sinovoip gibt.

## Spezifikationen
| System-on-a-Chip         | Allwinner A20 | Allwinner A20 | Allwinner A20 | Allwinner A31s | Allwinner H3 | Allwinner A83T | Allwinner A64 | MediaTek MT7623N                                                                                                   | | | |                                                         |                                                         |                                                         |
| CPU                      | ARM-Cortex-A7-CPU mit zwei Kernen                                                                                  | ARM-Cortex-A7-CPU mit zwei Kernen                                                                                  | ARM-Cortex-A7-CPU mit zwei Kernen                                                                                  | Arm-Cortex-A7-CPU mit vier Kernen                                                                                  | Arm-Cortex-A7-CPU mit vier Kernen                                                                                  | Arm-Cortex-A7-CPU mit acht Kernen                                                                                  | 64 Bit Arm-Cortex-A53-CPU mit vier Kernen (1,2 GHz CPU)                                                          | Arm-Cortex-A7-CPU mit vier Kernen (1,3 GHz CPU)                                                                    | | | |                                                         |                                                         |                                                         |
| GPU                      | Mali 400 MP2 GPU                                                                                                   | Mali 400 MP2 GPU                                                                                                   | Mali 400 MP2 GPU                                                                                                   | PowerVR SGX544MP2                                                                                                  | Mali 400 MP2 GPU (600 MHz)                                                                                         | PowerVR SGX544MP1                                                                                                  | Mali 400 MP2 GPU                                                                                                 | Mali 450 MP4 GPU                                                                                                   | | | |                                                         |                                                         |                                                         |
| Arbeitsspeicher          | 1 GB DDR3-SDRAM | 1 GB DDR3-SDRAM | 1 GB DDR3-SDRAM | 1 GB DDR3-SDRAM | 1 GB DDR3-SDRAM | 2 GB DDR3-SDRAM | 2 GB DDR3-SDRAM                                                                                                  | 2 GB DDR3-SDRAM | 2 GB DDR3-SDRAM | 2 GB DDR3-SDRAM | |                                                         |                                                         |                                                         |
| Nichtflüchtiger Speicher | SD-Kartenslot | MicroSD | MicroSD | MicroSD | MicroSD | MicroSD | MicroSD | MicroSD | MicroSD | | |                                                         |                                                         |                                                         |
| Nichtflüchtiger Speicher | SATA 2.0-Port | SATA 2.0-Port | SATA 2.0-Port | - | 8 GB eMMC Flash | SATA an USB 2.0 | USB 2.0 | USB 2.0/3.0, 8 GB eMMC, 2 × SATA 2.0-Port                                                                          | | | |                                                         |                                                         |                                                         |
| Videoausgang             | HDMI (1080p), Composite Video                                                                                      | HDMI (1080p), Composite Video                                                                                      | HDMI, LVDS | HDMI, LVDS | HDMI | HDMI | HDMI | HDMI | | | |                                                         |                                                         |                                                         |
| Netzwerk                 | 10/100/1000-Mbit/s-Ethernet                                                                                        | 10/100/1000-Mbit/s-Ethernet                                                                                        | 10/100/1000-Mbit/s-Ethernet                                                                                        | 10/100/1000-Mbit/s-Ethernet                                                                                        | 10/100/1000-Mbit/s-Ethernet                                                                                        | 10/100/1000-Mbit/s-Ethernet                                                                                        | 10/100/1000-Mbit/s-Ethernet                                                                                      | Gigabit-Ethernet                                                                                                   | Gigabit-Ethernet                                                                                                   | | |                                                         |                                                         |                                                         |
| Netzwerk                 | – | – | 4-Port-Switch (BCM53125)                                                                                           | – | – | – | – | – | – | | |                                                         |                                                         |                                                         |
| WLAN                     | – | WLAN 802.11 b/g/n                                                                                                  | WLAN 802.11 b/g/n                                                                                                  | WLAN 802.11 b/g/n                                                                                                  | WLAN 802.11 b/g/n                                                                                                  | WLAN 802.11 b/g/n                                                                                                  | WLAN 802.11 b/g/n                                                                                                | WLAN 802.11 b/g/n                                                                                                  | WLAN 802.11 b/g/n                                                                                                  | | |                                                         |                                                         |                                                         |
| USB                      | 2 × USB-Hosts | 2 × USB-Hosts | 1 × USB-Hosts | 4 × USB-Hosts | 2 × USB-Hosts | 2 × USB-Hosts | 2 × USB 2.0 Hosts                                                                                                | 2 × USB 3.0 Host                                                                                                   | | | |                                                         |                                                         |                                                         |
| USB                      | 1 × USB-OTG | 1 × USB-OTG | 1 × USB-OTG | 1 × USB-OTG | 1 × USB-OTG | 1 × USB-OTG | 1 × USB-OTG | 1× USB 2.0 OTG | | | |                                                         |                                                         |                                                         |
| GPIO b                   | 26 externe Pins | 40 externe Pins | 40 externe Pins | 26 externe Pins | 40 externe Pins | 40 externe Pins | 40 externe Pins                                                                                                  | 28 externe Pins | | | |                                                         |                                                         |                                                         |
| Sonstige Anschlüsse      | CSI-Kamera-Anschluss, DSI-Displayanschluss, integrierter Infrarot-Empfänger, Mikrofon-Eingang, 3,5-mm-Audioausgang | CSI-Kamera-Anschluss, DSI-Displayanschluss, integrierter Infrarot-Empfänger, Mikrofon-Eingang, 3,5-mm-Audioausgang | CSI-Kamera-Anschluss, DSI-Displayanschluss, integrierter Infrarot-Empfänger, Mikrofon-Eingang, 3,5-mm-Audioausgang | CSI-Kamera-Anschluss, DSI-Displayanschluss, integrierter Infrarot-Empfänger, Mikrofon-Eingang, 3,5-mm-Audioausgang | CSI-Kamera-Anschluss, DSI-Displayanschluss, integrierter Infrarot-Empfänger, Mikrofon-Eingang, 3,5-mm-Audioausgang | CSI-Kamera-Anschluss, DSI-Displayanschluss, integrierter Infrarot-Empfänger, Mikrofon-Eingang, 3,5-mm-Audioausgang | | CSI-Kamera-Anschluss, DSI-Displayanschluss, integrierter Infrarot-Empfänger, Mikrofon-Eingang, 3,5-mm-Audioausgang | CSI-Kamera-Anschluss, DSI-Displayanschluss, integrierter Infrarot-Empfänger, Mikrofon-Eingang, 3,5-mm-Audioausgang | CSI-Kamera-Anschluss, DSI-Displayanschluss, integrierter Infrarot-Empfänger, Mikrofon-Eingang, 3,5-mm-Audioausgang | CSI-Kamera-Anschluss, DSI-Displayanschluss, integrierter Infrarot-Empfänger, Mikrofon-Eingang, 3,5-mm-Audioausgang |                                                         |                                                         |                                                         |
| Sonstige Anschlüsse      | – | – | – | – | Bluetooth 4.0 | Bluetooth 4.0 | Bluetooth 4.0 | 4.1 | 4.1 | 4.1 | |                                                         |                                                         |                                                         |
| Stromversorgung          | 5 V über Micro-USB (empfohlen werden Netzteile mit mindestens 2 A, mit externer Festplatte mit mindestens 2,5 A)   | 5 V über Micro-USB (empfohlen werden Netzteile mit mindestens 2 A, mit externer Festplatte mit mindestens 2,5 A)   | 5 V über Micro-USB (empfohlen werden Netzteile mit mindestens 2 A, mit externer Festplatte mit mindestens 2,5 A)   | 5 V über Micro-USB (empfohlen werden Netzteile mit mindestens 2 A, mit externer Festplatte mit mindestens 2,5 A)   | 5 V über Micro-USB (empfohlen werden Netzteile mit mindestens 2 A, mit externer Festplatte mit mindestens 2,5 A)   | 5 V über Micro-USB (empfohlen werden Netzteile mit mindestens 2 A, mit externer Festplatte mit mindestens 2,5 A)   | 5 V über Micro-USB (empfohlen werden Netzteile mit mindestens 2 A, mit externer Festplatte mit mindestens 2,5 A) | 12 Volt (empfohlen werden Netzteile mit mindestens 2 A)                                                            | 12 Volt (empfohlen werden Netzteile mit mindestens 2 A)                                                            | 12 Volt (empfohlen werden Netzteile mit mindestens 2 A)                                                            | 12 Volt (empfohlen werden Netzteile mit mindestens 2 A)                                                            | 12 Volt (empfohlen werden Netzteile mit mindestens 2 A) | 12 Volt (empfohlen werden Netzteile mit mindestens 2 A) | 12 Volt (empfohlen werden Netzteile mit mindestens 2 A) |
| Größe                    | 92 mm × 60 mm | 92 mm × 60 mm | 148 mm × 100 mm | 92 mm × 60 mm | 92 mm × 60 mm | 92 mm × 60 mm | 92 mm × 60 mm | 148 mm × 100 mm | 148 mm × 100 mm | | |                                                         |                                                         |                                                         |
| Gewicht                  | 48 g | 45 g | 83 g | 48 g | 48 g | 45 g | 83 g | 100 g | | | |                                                         |                                                         |                                                         |

## Verfügbare Betriebssysteme
- Armbian (auf Debian basierend)
- Bananian Linux (auf Debian 7/8 basierend; Linux-Kernel 3.4.111/4.4.7, wird nicht mehr weiter entwickelt)[10]
- Debian for Banana Pi (Linux-Kernel 3.4.107 und Mainline)
- Android 4.2.2 for Banana Pi und R1 (Linux-Kernel 3.4.39+)
- ArchLinux for Banana Pi (Linux-Kernel 3.4.90)
- Fedora
- FreeBSD
- Gentoo Linux
- LineageOS
- Lubuntu for Banana Pi (Linux-Kernel 3.4.86)
- NetBSD
- OpenMediaVault
- openSUSE for Banana Pi (openSUSE 13.1; Linux-Kernel 3.4.90)
- Raspbian for Banana Pi (Linux-Kernel 3.4.90)
- OpenWrt
- OpenADK
- LeMedia (XBMC)
- MiniDVBLinux Distribution (MLD)
- IPFire

## Ähnliche Geräte
- Arduino
- BeagleBoard
- Cubieboard
- DragonBoard 410c[11]
- Ethernut
- Intel Galileo
- Orange Pi
- PandaBoard
- Raspberry Pi
- Tinkerforge